# Jamie xx
Jamie Smith (sinh ra 28 tháng 10 năm 1988), được biết đến với nghệ danh Jamie xx, là nhạc sĩ, DJ và nhà sản xuất âm nhạc người Anh. Anh vừa là thành viên của ban nhạc alternative đến từ Luân Đôn The xx vừa hoạt động solo. Năm 2016 anh được chú ý bởi album đầu tay-In Colour, được đề cử tại giải Grammy 2016 ở hạng mục Album nhạc Dance/Electronic xuất sắc nhất

## Sự nghiệp

### 2005-09
Sự nghiệp âm nhạc của Smith bắt đầu năm 2005 khi anh gia nhập the xx với những người bạn học cũ của mình là Romy Madley Croft, Oliver Sim và Baria Qureshi ở trường Elliot, Luân Đôn. Anh sử dụng nghệ danh Jamie xx lần đầu vào tháng 7 năm 2009 trong một bản mix cho chiến dịch phát hành album đầu tay xx của ban nhạc được ra mắt trên mix series của tạp chí FACT.

### 2010–Nay
Vào ngày 27 tháng ba 2015, Smith cho ra mắt 2 đĩa đơn. "Loud Places", hợp tác với Romy của the xx, và "Gosh". Cùng ngày anh công bố album đầu tay của anh, In Colour sẽ được ra mắt vào ngày 1 tháng 6 năm 2015.

## Danh sách đĩa nhạc

### Album phòng thu
| Tựa đề                                                                            | Chi tiết | Xếp hạng | Xếp hạng | Xếp hạng | Xếp hạng | Xếp hạng | Xếp hạng | Xếp hạng | Xếp hạng | Xếp hạng | Xếp hạng | Xếp hạng | Xếp hạng | Xếp hạng |
| Tựa đề                                                                            | Chi tiết | UK       | UK Indie | AUS      | BEL (FL) | BEL (WA) | CAN      | FRA      | GER      | IRE      | NL       | NZ       | SWE      | US       |
| --------------------------------------------------------------------------------- | --- | -------- | -------- | -------- | -------- | -------- | -------- | -------- | -------- | -------- | -------- | -------- | -------- | -------- |
| We're New Here (with Gil-Scott Heron)                                             | - Phát hành: ngày 21 tháng 2 năm 2011 - Nhãn đĩa: XL, Young Turks - Phát hành dưới dạng: CD, LP, digital download | 33       | 4        | —        | 44       | —        | —        | 38       | —        | 42       | —        | —        | —        | —        |
| In Colour                                                                         | - Phát hành: ngày 29 tháng 5 năm 2015 - Nhãn đĩa: XL, Young Turks - Phát hành dưới dạng: CD, LP, digital download | 3        | 1        | 2        | 4        | 18       | 9        | 26       | 15       | 5        | 4        | 7        | 24       | 21       |
| "—" denotes a recording that did not chart or was not released in that territory. | |          |          |          |          |          |          |          |          |          |          |          |          |          |

### Đĩa đơn
| Tên                                                                               | Năm  | Vị trí xếp hạng cao nhất | Vị trí xếp hạng cao nhất | Vị trí xếp hạng cao nhất | Vị trí xếp hạng cao nhất | Vị trí xếp hạng cao nhất | Vị trí xếp hạng cao nhất | Vị trí xếp hạng cao nhất | Album                                 |
| Tên                                                                               | Năm  | UK                       | UK Indie                 | AUS                      | BEL (FL)                 | BEL (WA)                 | FRA                      | US Dance                 | Album                                 |
| --------------------------------------------------------------------------------- | ---- | ------------------------ | ------------------------ | ------------------------ | ------------------------ | ------------------------ | ------------------------ | ------------------------ | ------------------------------------- |
| "NY Is Killing Me"                                                                | 2010 | —                        | —                        | —                        | —                        | —                        | —                        | —                        | We're New Here (with Gil-Scott Heron) |
| "I'll Take Care of U"                                                             | 2011 | —                        | 40                       | —                        | —                        | —                        | —                        | —                        | We're New Here (with Gil-Scott Heron) |
| "Far Nearer / Beat For"                                                           | 2011 | 128                      | 13                       | —                        | —                        | —                        | —                        | —                        |                                       |
| "Girl / Sleep Sound"                                                              | 2014 | —                        | —                        | —                        | —                        | —                        | —                        | —                        | In Colour                             |
| "All Under One Roof Raving"                                                       | 2014 | 123                      | —                        | —                        | —                        | —                        | 199                      | —                        |                                       |
| "Loud Places" (featuring Romy)                                                    | 2015 | 62                       | —                        | 103                      | 53                       | 86                       | 55                       | —                        | In Colour                             |
| "Gosh"                                                                            | 2015 | —                        | —                        | —                        | —                        | —                        | —                        | 46                       | In Colour                             |
| "I Know There's Gonna Be (Good Times)" (featuring Young Thug and Popcaan)         | 2015 | 115                      | —                        | 90                       | 55                       | 85                       | —                        | —                        | In Colour                             |
| "—" denotes a recording that did not chart or was not released in that territory. |      |                          |                          |                          |                          |                          |                          |                          |                                       |

### Remixes
| Năm  | Nghệ sĩ                  | Bài hát               | tựa đề                                |
| ---- | ------------------------ | --------------------- | ------------------------------------- |
| 2009 | Florence and the Machine | "You've Got the Love" | Jamie xx Re-work featuring The xx     |
| 2009 | Jack Penate              | "Pull My Heart Away"  | Jamie xx Remix                        |
| 2009 | The xx                   | "Basic Space"         | Jamie xx Space Bass Mix               |
| 2009 | The xx                   | "Blood Red Moon"      | Jamie xx Bootleg                      |
| 2009 | The xx                   | "Hot Like Fire"       | Jamie xx Edit                         |
| 2009 | The xx                   | "Islands"             | Jamie xx Remix                        |
| 2010 | Eliza Doolittle          | "Moneybox"            | Jamie xx Remix                        |
| 2010 | Glasser                  | "Tremel"              | Jamie xx Remix                        |
| 2010 | Nosaj Thing              | "Fog"                 | Jamie xx Remix                        |
| 2011 | Adele                    | "Rolling in the Deep" | Jamie xx Shuffle                      |
| 2011 | FaltyDL                  | "Hip Love"            | Jamie xx Rework                       |
| 2011 | Holly Miranda            | "Slow Burn Treason"   | Jamie xx Remix                        |
| 2011 | Radiohead                | "Bloom"               | Jamie xx Rework Jamie xx Rework Pt. 3 |
| 2011 | Rui da Silva             | "Touch Me"            | Jamie xx Remix                        |
| 2012 | Four Tet                 | "Lion"                | Jamie xx Remix                        |
| 2012 | The xx                   | "Reconsider"          | Jamie xx Remix                        |
| 2012 | The xx                   | "Sunset"              | Jamie xx Edit                         |
| 2013 | The xx                   | "Missing"             | Jamie xx Remix                        |